# Miyoshi (Hiroshima)
Pour les articles homonymes, voir Miyoshi.
Miyoshi (三次市, Miyoshi-shi) est une municipalité ayant le statut de ville dans la préfecture de Hiroshima, au Japon.

## Géographie

### Situation
Miyoshi est située dans le nord de la préfecture d'Hiroshima.

### Municipalités limitrophes
| Ōnan             | Misato, Iinan | Shōbara |
| Akitakata        | Miyoshi       | Shōbara |
| Higashihiroshima | Sera          | Fuchū   |

### Démographie
En juin 2019, la population de la ville de Miyoshi était de 52 145 habitants, répartis sur une superficie de 778,14 km2.

## Histoire
La ville moderne a été officiellement fondée le 31 mars 1954.

## Transport
La ville est desservie par les lignes Fukuen et Geibi de la West Japan Railway Company (JR West). La gare de Miyoshi est la principale gare de la ville.

## Personnalité liée à la ville
C'est la ville natale de Yoshinori Sakai, l'athlète choisi pour le dernier relai de la flamme olympique lors des Jeux olympiques d'été de 1964 à Tokyo.